# Yomogita

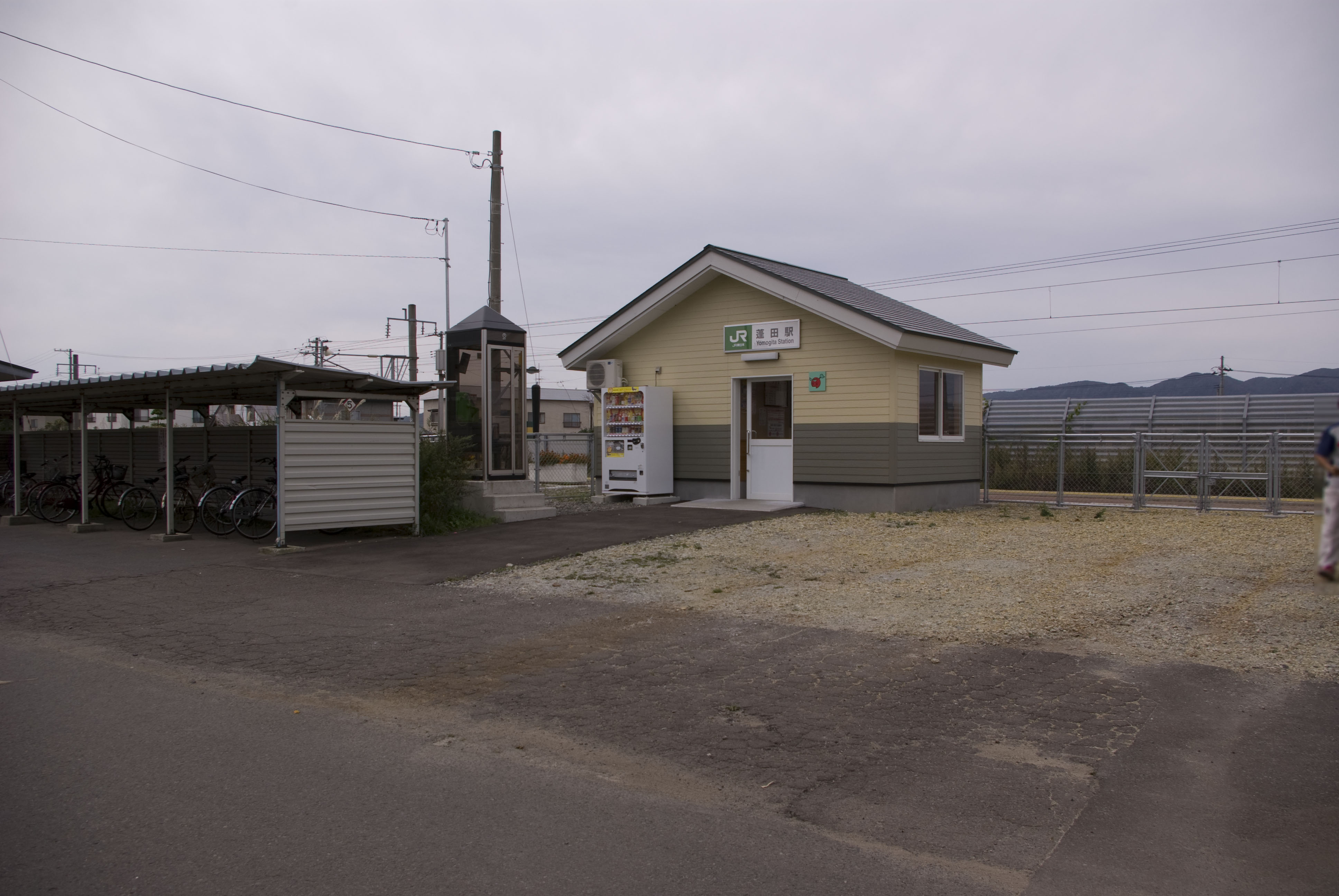
Estação Yomoda da Linha Tsugaru da Companhia Ferroviária do Leste do Japão

Yomogita (蓬田村; -mura) é uma aldeia localizada no  distrito de Higashitsugaru, Aomori, no Japão.
Em 2003 a população da aldeia estava estimada em 3 335 e sua densidade demográfica de 41,38 pessoas por km². Sua área total é de  80,60 km².